# Globoko, Laško
Globoko je naselje v Občini Laško.